# George Wells Beadle
George Wells Beadle (Nebraska, Estados Unidos, 22 de octubre de 1903-9 de junio de 1989) fue un genetista estadounidense galardonado con el Premio Nobel de Fisiología y Medicina.

## Biografía
Estudió Ciencias en la Universidad de Nebraska, obtiene el doctorado en la Universidad Cornell, Nueva York, en 1931, inmediatamente después comienza a trabajar en el Instituto de Tecnología de California, hasta 1936 en el que se le nombra profesor adjunto de Genética de la Universidad Harvard. Posteriormente es nombrado profesor de Genética de la Universidad Stanford después ejerció como profesor de Biología de la Universidad de Pasadena. En 1955 presidió la American Association for the Advancement of Science (AAAS). Falleció en 1989.
En 1958 recibió el Premio Nobel de Fisiología o Medicina compartido con Edward Lawrie Tatum y Joshua Lederberg .
Los experimentos de George Wells Beadle y Edward Lawrie Tatum implicaban exponer el moho Neurospora crassa a rayos X, causando mutaciones. En varias series de experimentos, demostraron que esas mutaciones causaron cambios en las enzimas específicas implicadas en las rutas metabólicas. Estos experimentos, publicados en 1941 los llevaron a proponer un vínculo directo entre los genes y las reacciones enzimáticas conocida como la hipótesis «Un gen, una enzima».
En el artículo del The Times Religion: Faith & Scientist, expresó que no encontraba ningún conflicto entre ciencia y religión, además, consideraba que le parecía más razonable el relato bíblico que las especulaciones evolutivas modernas.